# Урбонавичюс, Стяпонас Марийонович
Степас Мариюнович Урбонавичюс — советский литовский хозяйственный деятель, Герой Социалистического Труда.

## Биография
Родился в 1928 году в Бержуосе. Член КПСС с 1957 года.
В 1947—1949 — моторист службы пути Вильнюсской железной дороги.
В 1949—1983 — слесарь, помощник машиниста, машинист дизельного поезда, старший диспетчер, старший мастер цеха локомотивного депо Вильнюс Прибалтийской железной дороги.
Указом Президиума Верховного Совета СССР от 4 мая 1971 года присвоено звание Героя Социалистического Труда с вручением ордена Ленина и золотой медали «Серп и Молот».
Умер после 1988 года в Вильнюсе.

## Награды и звания
- Герой Социалистического Труда (04.05.1971)
- Орден Ленина (04.05.1971)